# 카발리아역
카발리아역(Cavaglia)은 스위스 그라우뷘덴주의 포스키아보 시정촌 내에 있는 카발리아 마을에 있는 기차역이다. 이 역은 래티셰 철도의 베르니나선에 위치해 있다.
역에는 3개의 관통 트랙과 2개의 측선이 있다. 세 개의 트랙 모두 플랫폼과 역 건물에 의해 제공된다.
역이 위치한 오스피치오 베르니나와 포스키아보 사이의 구간은 1910년에 개통되었다. 처음에는 카발리아가 단순히 횡단 루프였으나, 1911년에는 노선이 종료되면서 남부 구간의 겨울 종점이 되었다. 1913/4년 겨울까지 계속된 상황인 여름에만 운영되는 베르니나 고개이다. 현재의 역 건물은 1912년 개인 소유의 호텔로 개업했으며, 1925년 역무실과 대기실이 추가되면서 철도가 인수했다.
이 정류장 근처의 인기 있는 관광지는 일련의 포트홀(거인의 솥)이다.

## 운행편
다음 서비스는 카발리아에서 정차한다.
- 레기오 : 생모리츠와 티라노 사이를 매시간 운행

## 갤러리

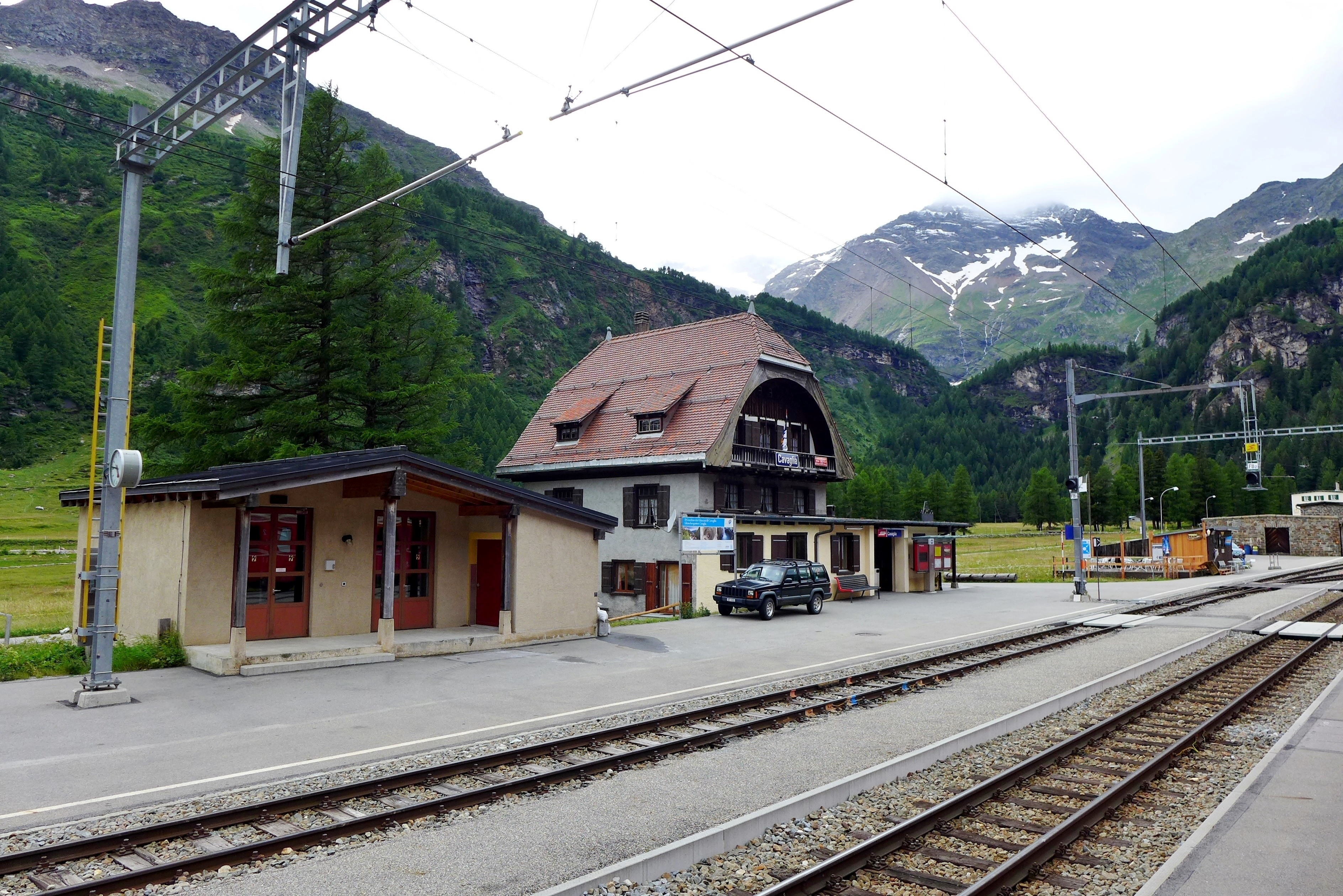
2004년 역과 역사
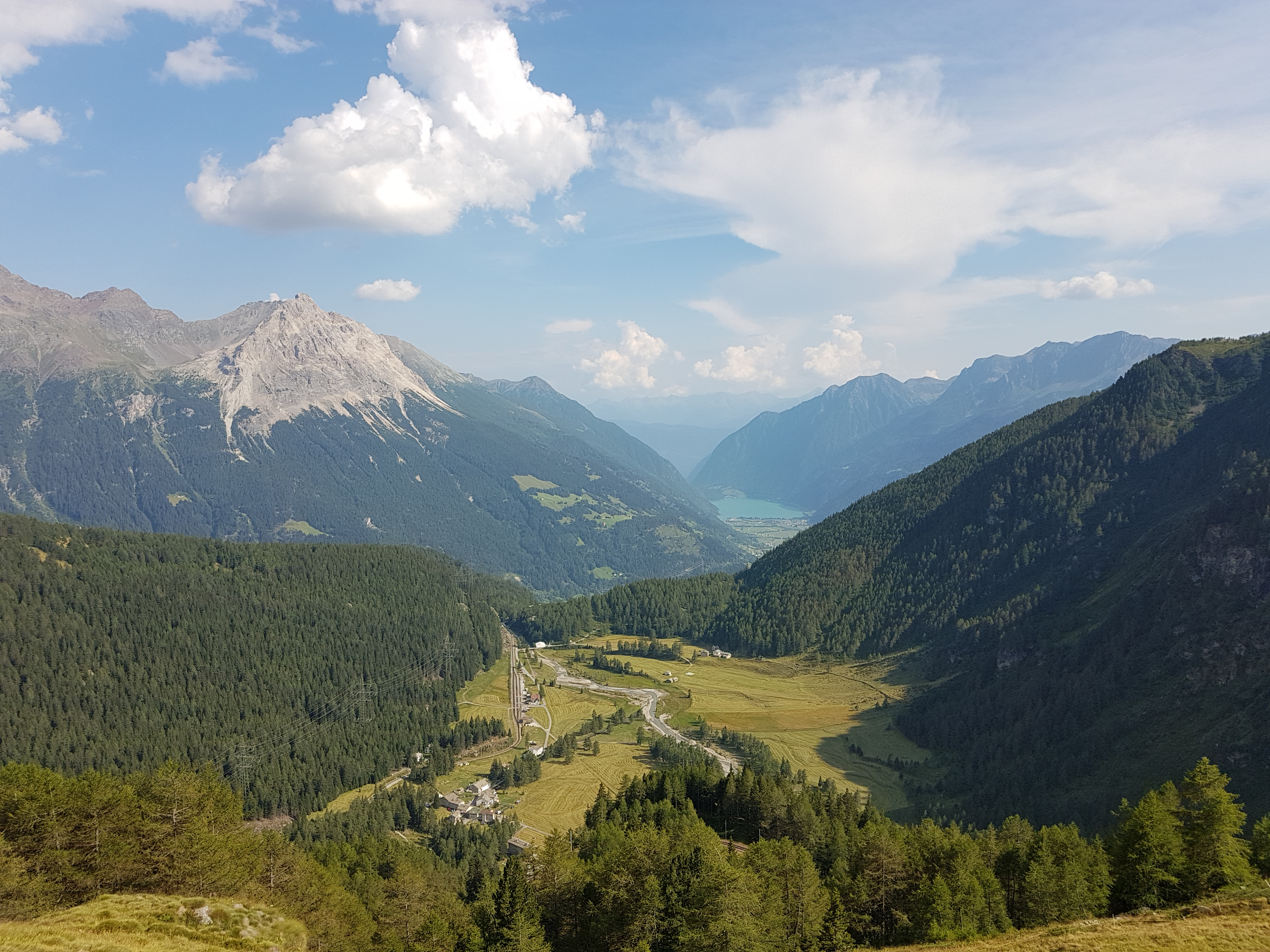
알프그림에서 본 발포스키아보-포스키아보호
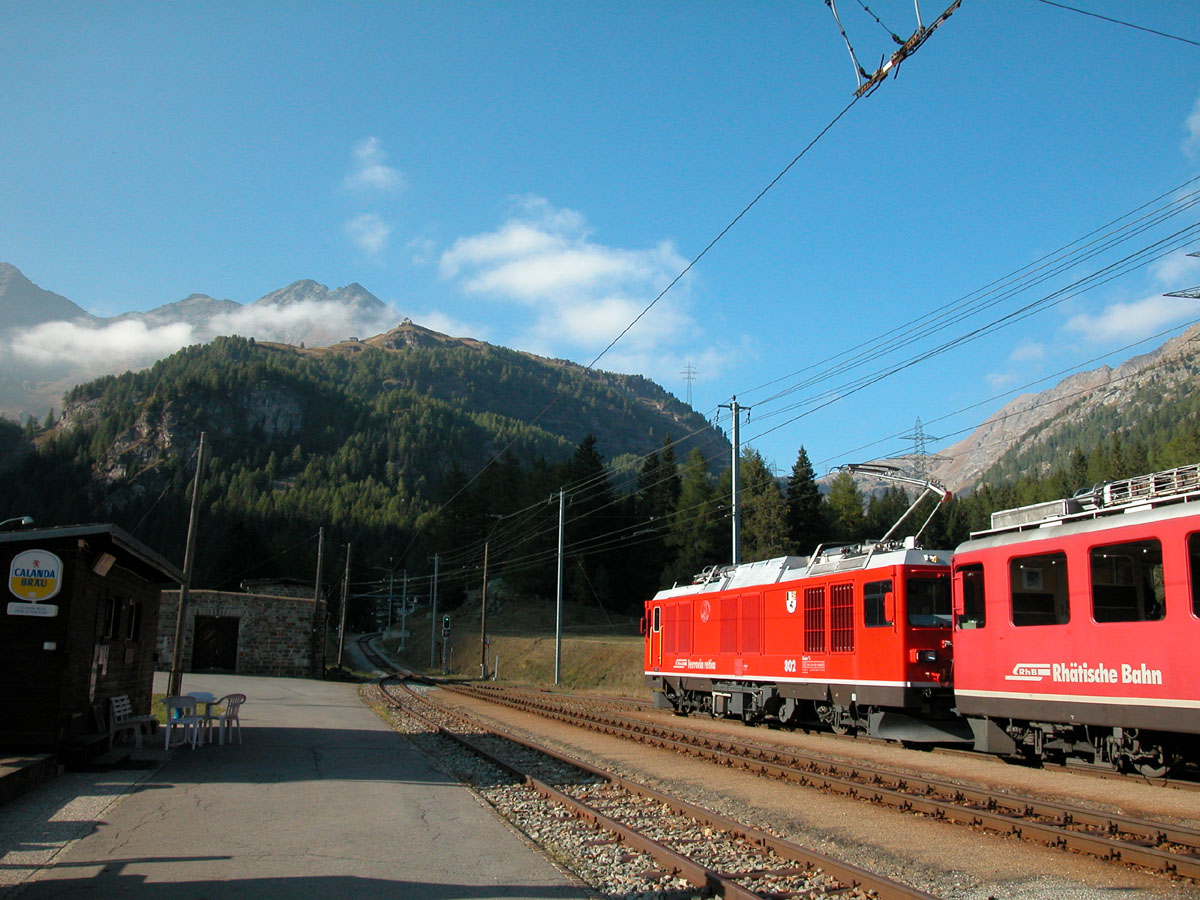
(중간에서) 알프그륌을 돌아 본 풍경. 유명한 스카이턴의 머리 위 돛대들